# (30021) 2000 DP6
A (30021) 2000 DP6 a Naprendszer kisbolygóövében található aszteroida. A LINEAR program keretein belül fedezték fel 2000. február 28-án.

## Kapcsolódó szócikk
- Kisbolygók listája (30001–30500)